# Hémorragie pulmonaire induite par l’exercice
L′hémorragie pulmonaire induite par l’exercice (HPIE) est un trouble des voies respiratoires du cheval, qui touche principalement les chevaux de course. Dans les cas les plus graves, environ 5 %, une épistaxis bilatérale est présente, c'est-à-dire un saignement s'écoulant par les naseaux du cheval.